# Diedorf
Diedorf (umgspr.: Diadorf) ist ein Markt im schwäbischen Landkreis Augsburg.

## Geographie

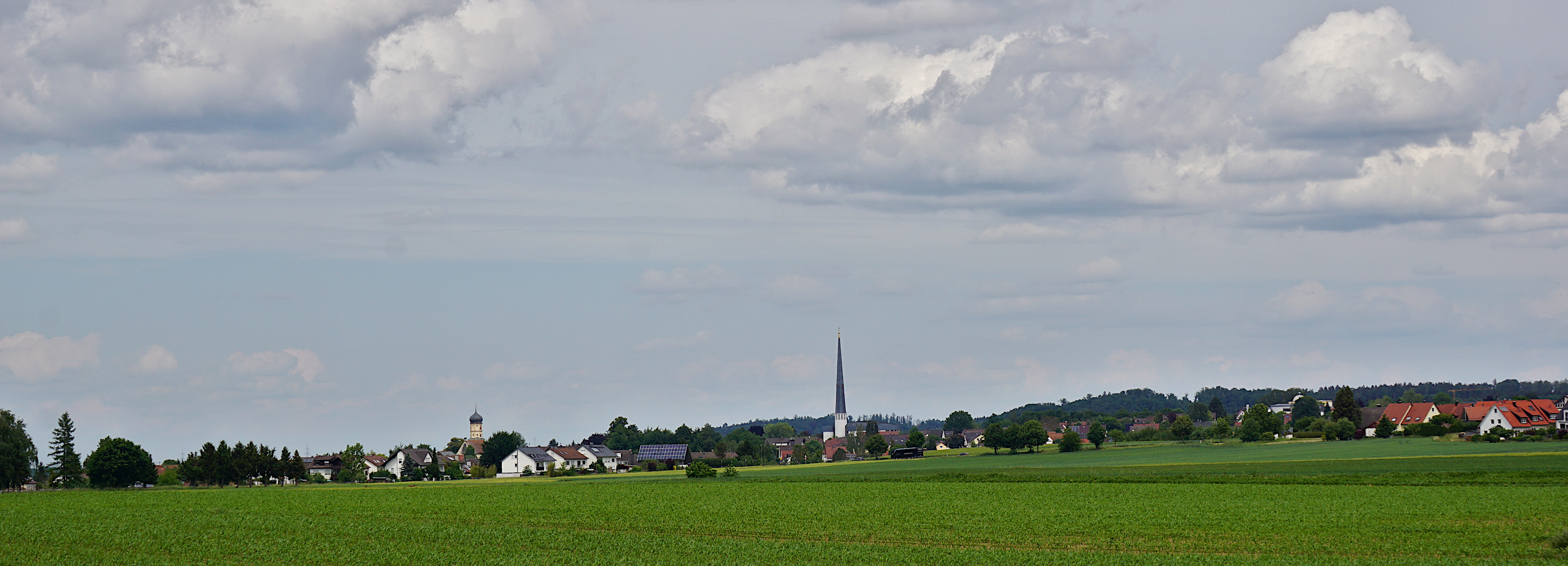
Blick auf Diedorf (2022)

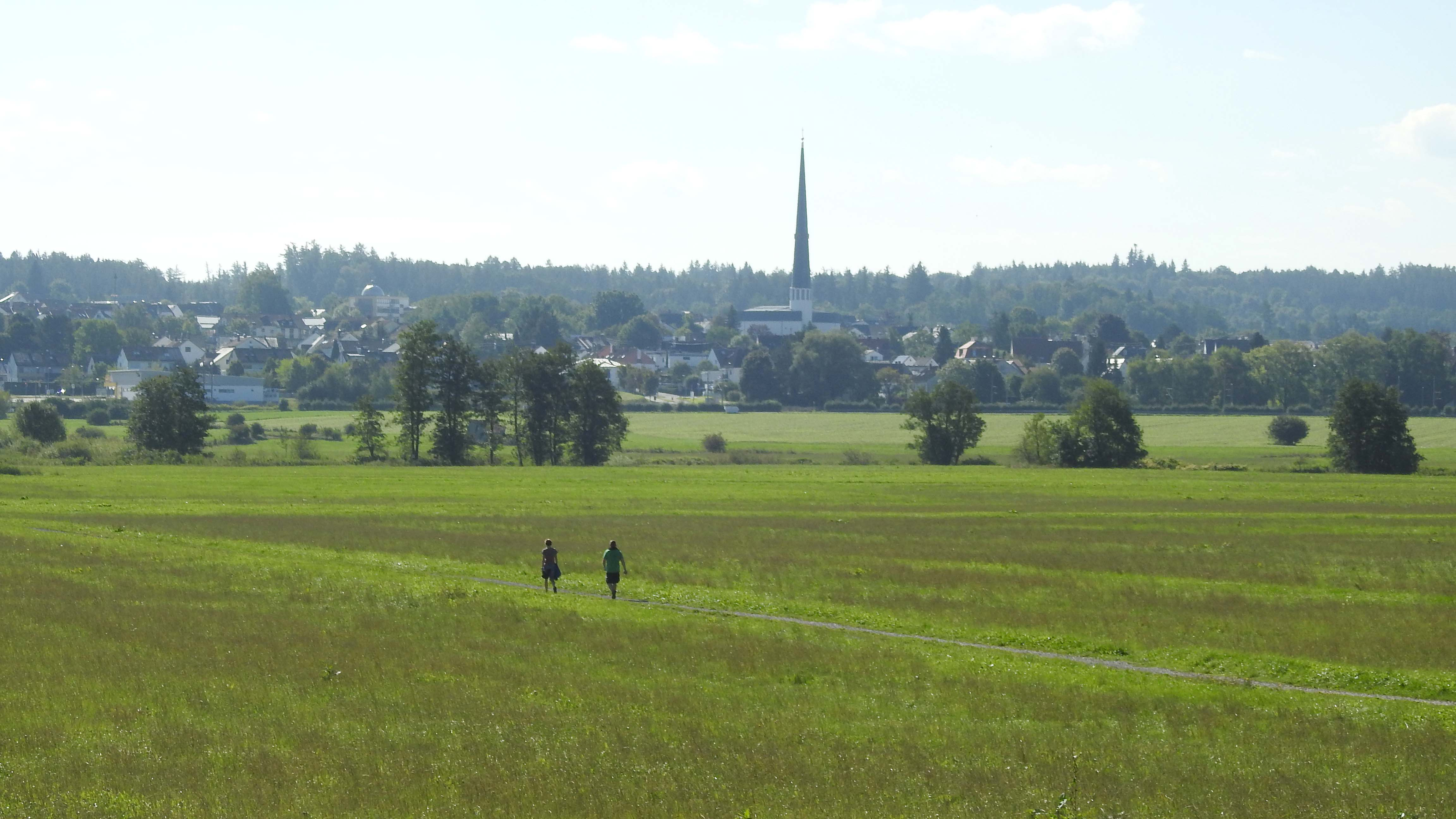
Diedorf von Nordwesten, mit dem auffälligen Turm der katholischen Pfarrkirche Herz Mariä

### Lage
Der Ort liegt rund acht Kilometer westlich von Augsburg. Durch das Gemeindegebiet fließt die Schmutter.

### Gemeindegliederung
Diedorf hat acht Gemeindeteile (in Klammern ist der Siedlungstyp angegeben):
- Anhausen (Pfarrdorf)
- Biburg (Pfarrdorf)
- Diedorf (Hauptort)
- Hausen (Dorf)
- Kreppen (Dorf)
- Neudeck (Einöde)
- Oggenhof (Dorf)
- Willishausen (Pfarrdorf)

Es gibt die Gemarkungen Anhausen, Biburg, Diedorf und Willishausen.

## Geschichte

### Bis zur Gemeindegründung
Unterhalb der Kirche St. Bartholomäus entdeckte man 1961 bei Kanalisationsarbeiten ein Tuffsteingrab aus der Zeit um 700/750.
Diedorf wurde im Jahr 1056 erstmals urkundlich erwähnt. Der Ort war bis zum 13. Jahrhundert im Besitz der Herren von Diedorf, bis diese ausstarben. Im Jahre 1264 erwarb das Dominikanerinnenkloster St. Katharina in Augsburg von Reichsmarschall Heinrich von Pappenheim und seiner Frau deren Güter und die Vogtei in Diedorf. 1579 bezeichnete sich das Kloster als Dorfherr. Nach der Säkularisation kam der Ort 1803 zum Königreich Bayern.

### Geschichte ab 19. Jahrhundert
1860 wurde Diedorf eine selbständige Pfarrei.
Die Gemeinde wurde am 2. März 1996 zum Markt erhoben.
Das Schmuttertal-Gymnasium Diedorf besteht seit 2010.

### Eingemeindungen
Im Zuge der Gebietsreform in Bayern wurden am 1. Mai 1978 die Gemeinden Anhausen, Biburg und Willishausen in die Gemeinde Diedorf eingegliedert.

### Einwohnerentwicklung
Zwischen 1988 und 2018 wuchs der Markt um 2.869 Einwohner bzw. um 37,8 % von 7.600 auf 10.469 Einwohner. Am 1. Oktober 2024 hatte der Markt Diedorf 11.210 Einwohner.

## Politik
Seit 2014 ist Peter Högg (Wir für Diedorf) Erster Bürgermeister. Er wurde am 15. März 2020 bei einem Mitbewerber mit 53,4 % der abgegebenen Stimmen wieder gewählt. Sein Vorgänger war von 1990 bis 2014 Otto Völk.

### Marktgemeinderat

Bannerflagge der Gemeinde Diedorf

Die Sitzverteilung im 24-köpfigen Marktgemeinderat ist seit der Kommunalwahl 2020 wie folgt:
- Wir für Diedorf: 8 Sitze
- CSU: 7 Sitze
- Bürgerunion Diedorf: 2 Sitze
- SPD: 2 Sitze
- GRÜNE: 3 Sitze
- Freie Wählervereinigung: 2 Sitze

### Gemeindepartnerschaften
Diedorf hat folgende Partnergemeinden:
- Frankreich: Gemeindepartnerschaft mit Bonchamp-lès-Laval, seit 1991
- Tschechien: Gemeindepartnerschaft mit Bernartice u Javorníka

### Wappen
| Wappen von Diedorf | Blasonierung: „Gespalten von Rot und Silber mit einem gesenkten, von Silber und Blau gespaltenen Wellenbalken; vorne ein halbes goldenes, mit acht silbernen Messern besetztes Rad am Spalt, hinten an einem Stiel mit zwei Blättern eine rote heraldische Rose mit goldenem Butzen.“ |
| Wappen von Diedorf | Wappenbegründung: Die 1978 entstandene Gemeinde wünschte ein Wappen, in dem Elemente aus den integrierten Gemeinden vertreten sein sollten. Das Katharinenrad war Bestandteil des ehemaligen Diedorfer Wappens von 1958. Es erinnert an die Grundherrschaft des Dominikanerinnenklosters St. Katharina in Augsburg. Die gestielte Rose ist dem ehemaligen Ortswappen von Willishausen entnommen. Sie weist auf die bischöflichen Kämmerer von Wellenburg hin, die ebenfalls Grundherren im Gemeindegebiet waren. Aus ihrem Familienwappen stammt die heraldische Rose. Der Wellenbalken stellt die Schmutter dar, die durch das Gemeindegebiet fließt. Die Schildfarben Rot und Silber weisen auf das Hochstift Augsburg hin. Wappen und Flagge der Gemeinde wurden am 27. September 1979 vom Regierungspräsidenten Schwabens genehmigt. |

## Sehenswürdigkeiten

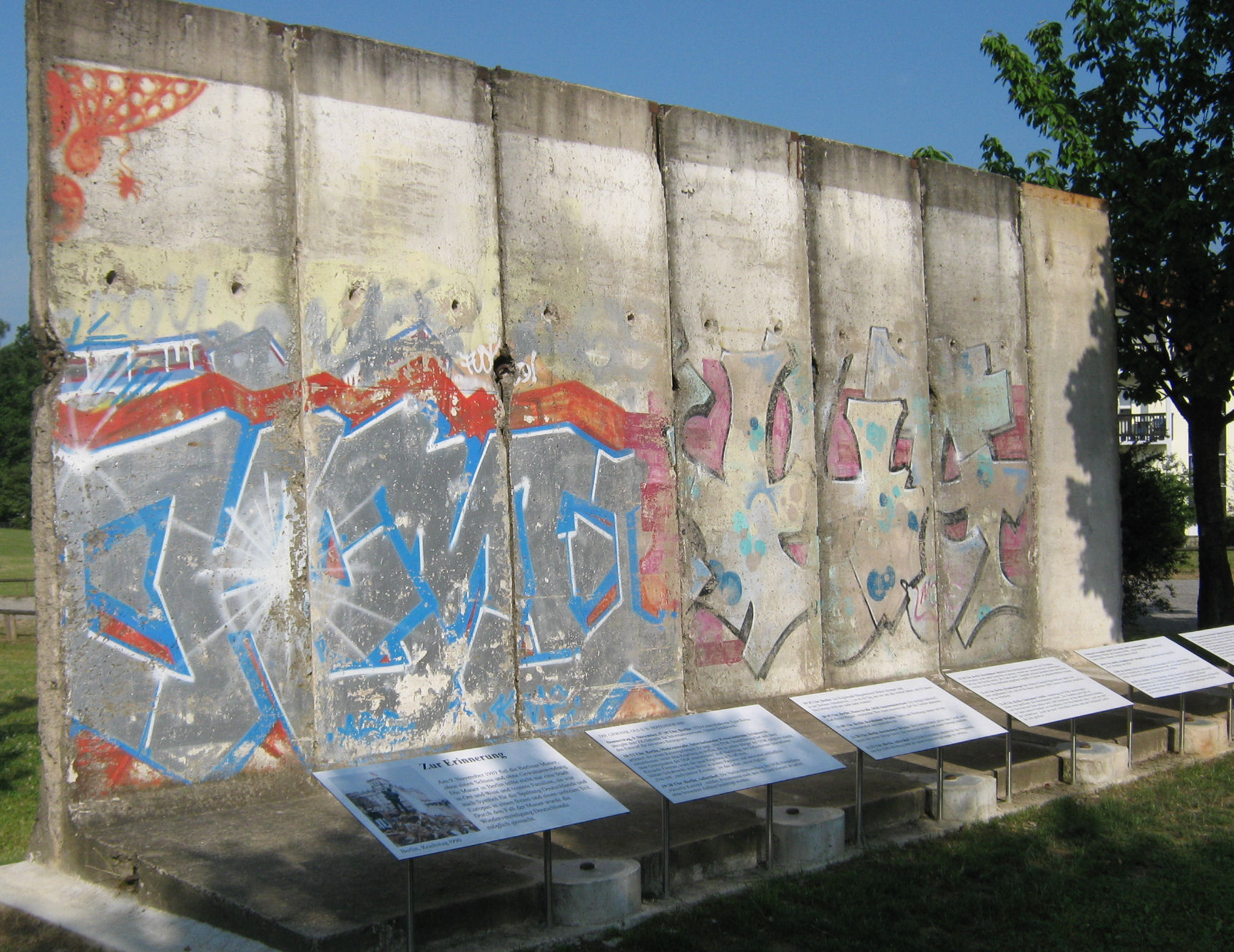
Teilstück der Berliner Mauer

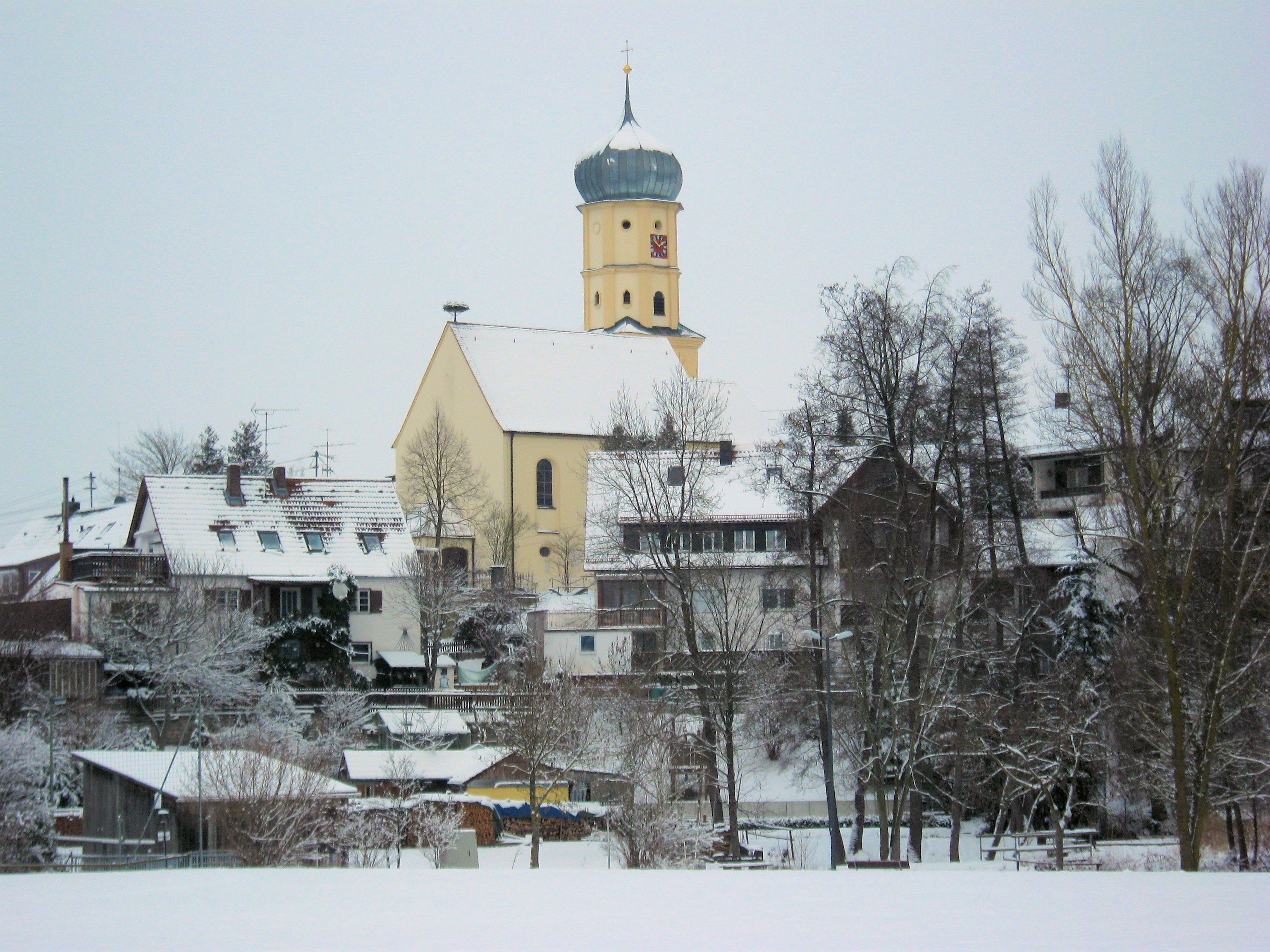
Die Kirche St. Bartholomäus

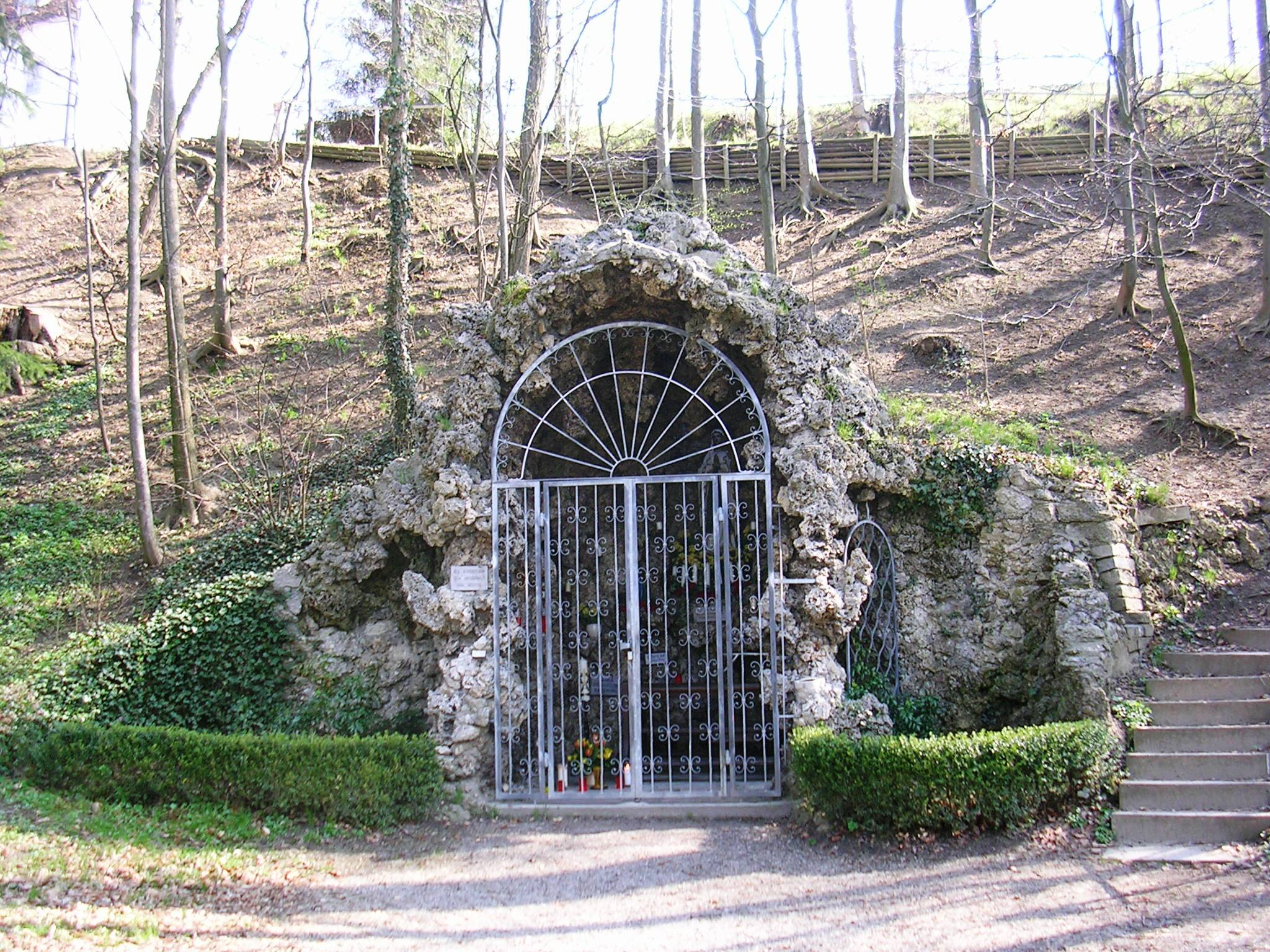
Die Lourdesgrotte in Diedorf

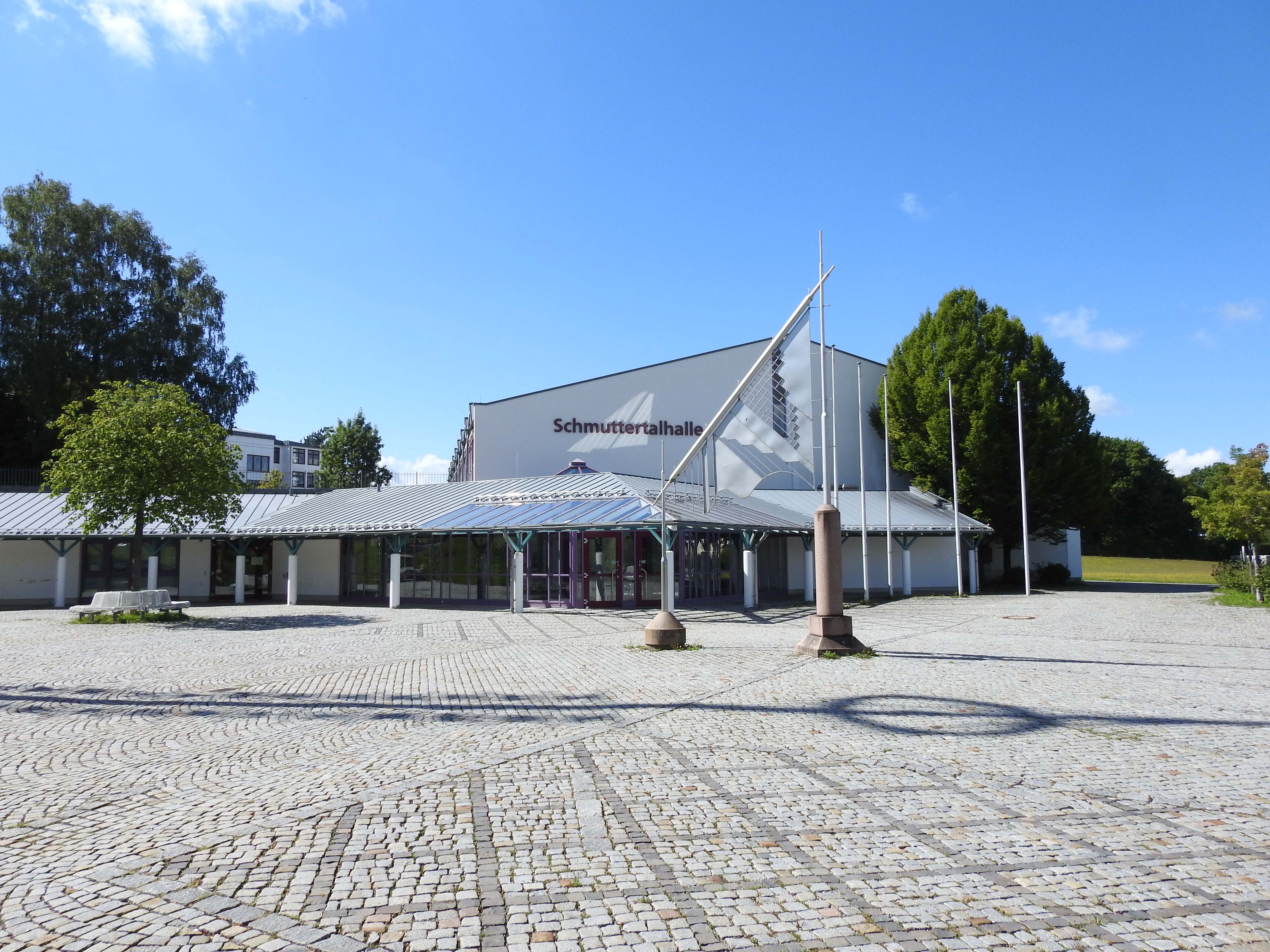
Die Schmuttertalhalle

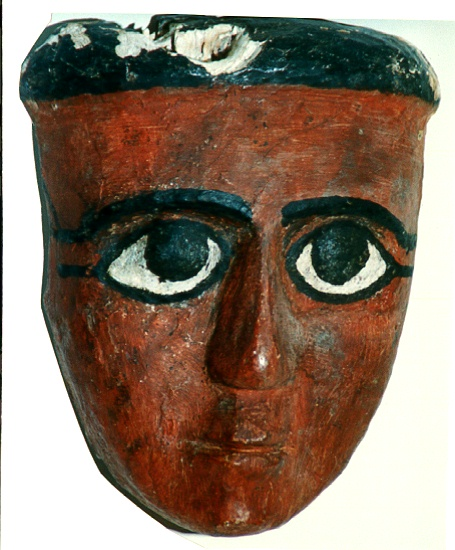
Ägyptische Totenmaske im Internationalen Maskenmuseum

Auf dem Gelände der Grund- und Mittelschule befindet sich die von einer amateurastronomischen Vereinigung betreute Sternwarte Diedorf. In der Nähe der Sternwarte steht außerdem ein Stück der Berliner Mauer.

### Kirchengebäude
Im Ort Diedorf gibt es vier kirchliche Bauten:
- Katholische Kirche St. Bartholomäus: Anstelle eines früheren Gotteshauses wurde diese Kirche 1736 errichtet. Das Untergeschoss des alten Kirchturms stammt vom Vorgängerbau aus spätromanischer Zeit. Im Obergeschoss des Turmes befinden sich Reste mittelalterlicher Fresken. Bis 1967 war St. Bartholomäus Pfarrkirche, heute ist sie eine beliebte Hochzeitskirche.
- Katholische Kirche Herz Mariä: Sie wurde nach den Plänen des Mindelheimer Architekten Josef Ruf errichtet und 1967 eingeweiht. Der Grundriss des Kirchenbaus entspricht einem geschwungenen Kreisbogen, der dem menschlichen Herzen nachempfunden ist. Der nach oben spitz zulaufende Turm hat eine Höhe von 76 m und ist weithin sichtbar. Er stellt eines der markantesten Gebäude der Marktgemeinde Diedorf dar.
- Katholische Kapelle St. Leonhard und Wolfgang: Sie wurde 1766 errichtet und befindet sich direkt neben der heutigen B 300. Der Bau wird dem Augsburger Hofbaumeister Ignaz Paulus zugeschrieben. Die Fresken im Inneren schuf Fridolin Kohler, das Gemälde „Hl. Wolfgang und hl. Leonhard mit der Muttergottes“ ist eine Arbeit von Franz Joseph Maucher.
- Evangelisch-lutherische Immanuelkirche: Die im modernen Stil als transparenter Rundbau mit vielen Glasflächen erbaute Kirche wurde am 4. Dezember 2005 eingeweiht. Sie befindet sich in unmittelbarer Nachbarschaft des Eukitea-Theaters an der Lindenstraße.

Die Lourdesgrotte am Bürgerpark ist eine Stiftung der ortsansässigen Familie Kraus und wurde 1908 eingeweiht.

### Internationales Maskenmuseum
Zur Sammlung des privaten „Internationalen Maskenmuseums“ in Diedorf gehören mehr als 9000 alte, getragene Masken aus allen Kontinenten und Kulturkreisen.

## Verkehr
Diedorf wird von der Bundesstraße 300 durchquert, die eine wichtige Verkehrsachse zwischen Augsburg und Krumbach darstellt. Insbesondere während der Hauptverkehrszeiten kommt es auf der Ortsdurchfahrt zu einer hohen Verkehrsbelastung mit Staubildung. Laut der Straßenverkehrszählung 2021 beträgt die  durchschnittliche tägliche Verkehrsbelastung (DTV) in der Ortsmitte rund 20.000 Fahrzeuge pro Tag.
Um die Verkehrssituation zu entschärfen, wird seit den 1990er Jahren eine Ortsumfahrung diskutiert. Verschiedene Trassenvarianten wurden untersucht, wobei die favorisierte Variante parallel zur Bahnlinie verlaufen soll. Das Projekt ist im Bundesverkehrswegeplan 2030 als Maßnahme des vordringlichen Bedarfs eingestuft. Die Kostenschätzung beläuft sich auf etwa 62 Millionen Euro, allerdings existiert bislang lediglich ein Vorentwurf. Um die Belastung für Anwohner im Bereich des Unterdorfes zu reduzieren, befürwortet der Marktgemeinderat eine Tunnellösung, die jedoch mit erheblichen Mehrkosten verbunden wäre. Dies könnte die Realisierung der Ortsumfahrung insgesamt gefährden. Eine abgestimmte Planung liegt noch nicht vor und der Zeitpunkt des Baubeginns steht noch nicht fest.
Diedorf verfügt über einen zweigleisigen Haltepunkt an der Bahnstrecke Augsburg–Ulm, der bereits 1853 eröffnet wurde. Die Regionalzüge der Linien RE 9, RB 83 und RB 86 verkehren in einem Halbstundentakt. Während der Hauptverkehrszeiten wird die Taktfrequenz weiter verdichtet. Die Fahrzeit zum Augsburger Hauptbahnhof beträgt rund 15 Minuten.
Zusätzlich wird die Gemeinde von zwei AVV-Buslinien bedient. Die Linie 600 verkehrt werktags im Stundentakt und benötigt zwischen der Ortsmitte und der Augsburger Innenstadt etwa 20 Minuten. Die Linie 601 fährt ebenfalls werktags im Stundentakt und benötigt nach Augsburg jedoch rund 35 Minuten.
Darüber hinaus ist Diedorf an das überörtliche Wander- und Radwegenetz des Naturparks Westliche Wälder angebunden.

## Bildung
In Diedorf sind eine Grund- und Mittelschule sowie ein Gymnasium ansässig.

## Wirtschaft
Es gibt rund 1000 Gewerbetreibende, davon 300 Betriebe mit mehreren Mitarbeitern. Die größten in Diedorf ansässigen Unternehmen sind:
- Keimfarben (Hersteller von Silikatfarben)
- Kemmler (Baustoffzentrum)

## Söhne und Töchter der Gemeinde
- Benedikt Abbt (1768–1847), Theologe, Kanonikus des Bistums Augsburg
- Bernhard Langer (* 1957), Golfspieler